# Thorictus hottentotus
Thorictus hottentotus is een keversoort uit de familie spektorren (Dermestidae). De wetenschappelijke naam van de soort werd in 1901 gepubliceerd door Raffray.